# Stefan Papamihali
Stefan Papamihali es un escultor albanés.

## Datos Biográficos
Obras
- Obelisco de la Educación (Obeliskun i Arsimit - Mëmëdheu ABC) en Gjirokastër. 40°4′28″N 20°8′17″E / 40.07444, 20.13806

Stefan Papamihali trabajó junto con Muntaz Dhrami y Ksenofon Kostaqi en el Monumento a la Educación instalado en Gjirokaster. Esta obra, un proyecto oficial, fue la más grande realizada por Dhrami, medía en pie 7 metros de altura. El obelisco se encuentra cerca de la primera escuela abierta en Albania en la localidad en 1908 y es un símbolo de la educación en Albania.
Los tres recibieron el Premio de "Honor de la Ciudad de Gjirokaster" en 2008 a manos de las autoridades municipales de Gjirokaster por sus trabajos artísticos para la ciudad.